# Малі Первуші
Малі Первуші́ (рос. Малые Первуши) — присілок у складі Шабалінського району Кіровської області, Росія. Входить до складу Гостовського сільського поселення.
Населення становить 5 осіб (2010, 19 у 2002).
Національний склад станом на 2002 рік — росіяни 95 %.